# مایکل مک‌دونالد (دونده)
مایکل مک‌دونالد (انگلیسی: Michael McDonald؛ زادهٔ ۱۷ مارس ۱۹۷۵) ورزشکار دو و میدانی اهل جامائیکا است.
وی در مسابقات کشوری و بین‌المللی در مجموع برندهٔ ۷ مدال طلا، ۴ مدال نقره، ۳ مدال برنز شده‌است.